# Territoire numérique
La notion de territoire numérique appartient au domaine de l'aménagement et dans une certaine mesure du développement local. Le territoire numérique est la transposition d'un espace géographique dans un espace numérique.
Cette notion est née à la fin des années 1990, de la rencontre des territoires avec les technologies de l'information et de la communication, et avec la volonté de limiter la fracture numérique.

## Ce qui constitue un territoire numérique
Le territoire numérique se manifeste par l'utilisation par les acteurs du territoire (en particulier les collectivités territoriales) des outils du numérique (site web, réseaux haut débit, services mobiles, plate-forme numérique de travail, Technologies de l'information et de la communication pour l'éducation, etc.), dans le but de développer ce territoire (aménagement, urbanisme, habitat, transport, environnement, développement économique, développement social et culturel, gestion des risques) et d'améliorer ou développer de nouveaux services (en matière de santé, de culture, d'information, d'éducation, d'emploi, de tourisme…) ou d'améliorer le rapport de la collectivité aux citoyens (administration électronique, démocratie électronique).
La notion de territoire numérique est parfois employée pour désigner les politiques et projets menés par les acteurs du territoire, dont les collectivités locales, pour développer le territoire.
Bien que souvent qualifié de virtuel, un territoire numérique nécessite des infrastructures électriques, téléphoniques et électroniques importantes.
Jusqu'en 2012, les pratiques numériques étaient auparavant observées en France par l'OTEN (Observatoire des Territoires Numériques) qui réalisait des études sur les politiques publiques en matière de TIC.
En France, la Fédération nationale des collectivités concédantes et régies (FNCCR) est une association de collectivités territoriales experte dans les services publics locaux en réseau. Cette fédération regroupe des structures de mutualisation informatique pour les besoins propres des collectivités territoriales. Depuis quelques années, les structures de mutualisation, aussi appelées "Opérateurs Publics de Service Numériques" (OPSN) se réunissent au sein de l'association Déclic.

## La notion de "territoire numérique" en question.
La notion de "territoire numérique" fait partie de ces "mots d'ordre" de l'action territoriale utilisés de manière récurrente sans que l'objet qu'il qualifie soit réellement compris et défini.
Le territoire du numérique est l'enchevêtrement complexe de deux mondes : le cyberespace et le territoire, deux entités spatiales dans lesquelles nous résidons. La notion de "numérique" fait référence à une "technologisation" en cours du territoire, un processus de transformation de ce dernier qui se dématérialise.
Le cyberespace apparaît donc comme une vaste étendue floue, abstraite, libre des contraintes physiques et institutionnels du territoire (entendu comme espace physique conventionnel). Le territoire numérique se transforme en un espace confus, virtuel, qui vient enrichir le territoire physique et l'augmenter à l'aide des outils techniques et informatiques.

### La genèse de la notion dans l'action publique territoriale.
Le "territoire numérique" fait sa première apparition au début du XXIe siècle, à l'ère de la création de la "nouvelle économie". Cette dernière est marquée par la dérégulation du secteur des télécommunications en France, la prise d'importance des collectivités territoriales dans la gestion des outils de télécommunication sur le territoire national et l'évolution des politiques d'aménagement du territoire (adoption de logiques de management territorial).
En effet, depuis l'avènement de la stratégie européenne dite "Stratégie de Lisbonne" (2000), la compétitivité devient le mot d'ordre de l'action publique régionale dans les États membres. Le programme "i-210" est lancé dans le domaine des technologies de l'information et de la communication (TIC).
Progressivement, l'État transfère ses responsabilités dans ce domaine aux opérateurs et collectivités. La loi pour la confiance dans l'économie numérique du 21 juin 2004 étend les compétences des collectivités territoriales en matière de numérisation (article 1425-1 du Code général des collectivités territoriales).
Cependant, le territoire du numérique se trouve face à deux logiques contradictoires dans sa définition, d'un côté l'action publique territoriale appelle à la compétitivité dans un cadre de concurrence internationale ; de l'autre, il s'agit d'assurer l'équité et l'égalité d'accès en palliant un nouveau défi : la fracture numérique.
De fait, l'enjeu du territoire numérique serait alors celui de "la couverture homogène" du territoire au travers de l'extension des réseaux techniques qui participent à son attractivité.

## Les centres de données: influence du numérique sur la morphologie des territoires
Avec l'explosion d'Internet, les données ont suivi une croissance exponentielle, de telle sorte qu'on a vu naître un besoin en énergie et en espace de plus en plus important pour répondre à cette évolution. En opposition à l'imaginaire traditionnel qui ferait d'Internet un espace détaché de toute réalité physique, rien n'est plus consommateur d'espace, de ressources et d'énergie que le numérique (et la technologique qu'il suppose). Selon les données recensées par C. Diguet et F. Lopez, les centres de données consommeront (selon les prévisions) 13 % de l'électricité mondiale en 2030, et le secteur de l'informatique dans sa globalité 50 % de l'électricité mondiale. Cette consommation nous interroge sur la capacité de ces centres de stockage à s'inscrire dans les dynamiques actuelles de transition énergétique, et de sobriété.
De plus, le besoin accru en centre de stockage de données transforme l'aménagement de nos territoires.
Les centres de données sont fortement intéressés par le monde rural, ainsi que les territoires périurbains du fait de diverses caractéristiques : ils sont isolés, bénéficient d'une importante disponibilité foncière, et du fait du besoin d'attractivité de ces territoires, les collectivités sont souvent prêtes à concéder des avantages fiscaux à ceux qui souhaiteraient s'installer sur leur territoire. Ce modèle d'implantation rurale du numérique ne concerne pas encore la France à une échelle importante, mais se retrouve dans les territoires ruraux irlandais, suédois ou finlandais (disponibilité du foncier, énergie bon marché, incitations fiscales).
Le monde périphérique métropolitain devient également un lieu d'intérêt pour ces centres de données . En effet, la proximité avec les grandes villes, associée à la disponibilité de vastes parcelles à des prix attractifs, ainsi que le maillage important du territoire par les réseaux électrique et internet font de ces territoires des lieux de prédilection pour l'implantation de ces centres. Sur le territoire de Plaine Commune (région parisienne), les centres de données se sont implantés progressivement depuis la fin des années 1990. De nouveaux projets sont élaborés, avec plus de 88 000 m2 qui seraient destinés au stockage numérique dans les prochaines années (répartition des centres entre le territoire de la Courneuve et de Seine-Saint-Denis). Néanmoins, ces implantations ne sont pas sans conséquences sur ces territoires et soulèvent bien souvent des inquiétudes de la part des habitants. Ainsi, la pérennité du système électrique est questionnée, les populations pointent également du doigt différentes nuisances (bruit, ondes électromagnétiques, stockage de fioul ...). De plus, ces « grandes zones infranchissables » que représentent les centres de données sont aussi dénoncées comme faiblement porteuses d'emplois, dans un contexte de concurrence métropolitaine.
Ainsi, C. Diguet F. Lopez soulignent dans leur ouvrage la tension existante du fait de la croissance d'installation de ces  centres de données depuis la fin du XXe siècle. D'une part, ces installations ont permis de consolider progressivement les différents territoires numériques, mais cela a par ailleurs participé à la "polarisation métropolitaine". La probable arrivée des hyperscales (centres de données géants) en France vient ainsi questionner la capacité des acteurs territoriaux à négocier l'inscription spatiale, mais aussi énergétique, de ces centres.